# The Cimarons
The Cimarons est un groupe de reggae roots, formé en 1967 à Londres.

## Biographie
Les futurs Cimarons quittent l'île de la Jamaïque pour rejoindre l'Angleterre en 1967. Ce sont déjà des musiciens de studio confirmés qui ont derrière eux une carrière professionnelle. A Londres, ils évoluent au sein de backing bands qui accompagnent les tournées des vedettes jamaïcaines, à une époque ou le reggae rencontre un succès considérable en Angleterre. Ils travaillent également toujours comme musiciens de studio, notamment pour Trojan Records.
En 1970, ils forment leur propre groupe baptisé Hot Rod All Stars et enregistrent plusieurs singles, notamment à destination du public reggae le plus fervent de l'époque, à savoir les skinheads. Plusieurs de leurs chansons s'adressent en effet directement à eux : " Skinhead Don't Fear ", " Return Of The Bad Man ", " Skinhead Speaks His Mind ". À partir de 1972, ils deviennent le backing band du chanteur de reggae blanc Alex Hughes, alias Judge Dread, qui draine un public de skinheads.
Naissance des Cimarons
En 1973, c'est après leur rencontre avec le chanteur Winston Reid (alias Winston Reedy) qu'ils décident de former un groupe qu'ils baptisent The Cimarons. Leur premier album sort en 1974, enregistré dans les studios Chalk Farm de Trojan Records. En 1976, les Cimarons décident de retourner en Jamaïque pour y enregistrer leur second album aux studios Black Ark, sous la direction de Lee Scratch Perry. Après plusieurs albums, les Cimarons se séparent en 1981 et seul le chanteur Winston Reedy continue une carrière solo.

## Discographie

### Albums
- In Time (Trojan Records, 1974)
- Toshikatsu Uchiumi Meet The Cimarons - Gemini Part.1 (Philips, 1975)
- People Say (1976)
- On The Rock (Vulcan, 1976)
- Live At The Roundhouse (Polydor, 1978)
- Maka (Polydor, 1978)
- Street (Virgin, 1980)
- Reggaebility (Pickwick Records, 1981)
- On De Rock Part 2 (Butt, 1983)

### Compilations
- People Say (1991) Lagoon (recorded 1974-76)
- Reggae Time Lagoon
- The Best of The Cimarons (1992) Culture Press
- Maroon Land (2001) Rhino
- Reggae Best (2004) Culture Press
- Reggae Masters (2007) Creon

### Singles
- "Funky Fight" (1970) Big Shot
- "Oh Mammy Blue" (1971) Downtown
- "Holy Christmas" (1971) Downtown
- "Struggling Man" (1972) Horse (split 7" with The Prophets)
- "Snoopy vs. The Red Baron" (1973) Mooncrest (as Hotshots) UK #4
- "Talking Blues" (#1 in Jamaica)
- "Check Out Yourself" Trojan
- "You Can Get It If You Really Want" (1974) Trojan
- "Dim the Light" (1976) Trojan
- "Over the Rainbow" Trojan
- "Harder Than the Rock" (1978) Polydor
- "Mother Earth" (1978) Polydor
- "Willin' (Rock Against Racism)"/"Truly" (1978) Polydor
- "Ready for Love" (1981) Charisma
- "With a Little Luck" (1982) IMP
- "Big Girls Don't Cry" (1982) Safari
- "How Can I Prove Myself to You" (1982)
- "Be My Guest Tonight" (1995)
- "Time Passage" Fontana

En tant que musiciens de studio, les Cimarons ont également accompagné divers chanteurs pour le label Trojan, souvent crédités sur la face B des simples avec la version instrumentale de la face A.